# Six Adagios pour orchestre
 (mai 2023).
Si vous disposez d'ouvrages ou d'articles de référence ou si vous connaissez des sites web de qualité traitant du thème abordé ici, merci de compléter l'article en donnant les références utiles à sa vérifiabilité et en les liant à la section « Notes et références ».
Les Six Adagios pour orchestre à cordes sont une œuvre du compositeur néerlandais Willem Pijper, écrite en 1940.
Elle est composée pour la cérémonie d'initiation de loge maçonnique.
Il s'agit d'une suite de mouvements lents, inspirés des Variations Enigma d'Edward Elgar.[réf. nécessaire]

## Mouvements
1. Grave
2. Adagio. Lento Assai
3. Adagio. Quasi un poco meno lento
4. Adagio. Un poco piu andante
5. Largo
6. Grave

## Discographie
- L'orchestre de la Résidence de La Haye dirigé par Eduard Flipse (Philips).
- L'orchestre philharmonique de Rotterdam dirigé par Roelof van Driesten (nl).